# Mahneti
Mahneti este o localitate din comuna Cerknica, Slovenia, cu o populație de 20 de locuitori.